# László Papp
|  | For bryderen af samme navn, se László Papp (bryder) |
László Papp (25. marts 1926 – 16. oktober 2003) var en ungarsk bokser, født i Budapest. Papp, der var højrefodsbokser, boksede de fleste af sine kampe i mellemvægt og letmellemvægt. Papp vandt olympisk guldmedalje i mellemvægt ved Sommer-OL 1948 i London og i letmellemvægt ved Sommer-OL 1952 i Helsinki og ved Sommer-OL 1956 i Melbourne, Australien. Han blev derved den første bokser nogensinde, der vandt tre OL-guldmedaljer. De eneste, der nogensinde har præsteret det samme, er cubanerne Teófilo Stevenson (OL-guld i 1972, 1976 og 1980) og Felix Savon (OL-guld i 1992, 1996 og 2000). Udover tre gange OL-guld vandt Papp EM for amatører to gange. Som noget ganske exceptionelt for en bokser fra Østblokken lykkedes det Papp at få etableret en professionel karriere, der førte til et europamesterskab for professionelle, inden regimet i Ungarn fik sat en stopper for karrieren. Papp tabte aldrig som professionel.

## Amatørkarriere
László Papp begyndte sin karriere som amatørbokser lige efter krigen, da han den 13. september 1945 i en alder af 19 år fik sin første kamp. Papp viste sig hurtigt som en succesfuld amatørbokser, og allerede i 1946 nåede han finalen om det ungarske mesterskab, som Papp dog tabte.
Han vandt dog det ungarske mesterskab året efter, og blev udtaget til EM for amatører, der blev afholdt i Dublin i 1947. Her tabte Papp imidlertid sin første kamp til den tjekkoslovakiske bokser Julius Torma.
Året efter blev Papp udtaget til OL i 1948 i London, hvor han i finalen besejrede englængeren John Wright. Året efter i 1949 blev Papp atter udtaget til EM for amatører i Oslo, og ved dette EM vandt Papp europamesterskabet i mellemvægt efter en sejr over svenskeren Stig Sjöli i finalen. Ved det efterfølgende EM i 1951 i Milano stillede Papp op i letmellemvægt og opnåede igen en EM-titel, da danskeren Jens Andersen ikke var i stand til at stille op i finalen, som Papp herefter vandt på walkover. Den aflyste kamp mod Jens Andersen var i øvrigt den eneste gang Papp var tæt på at møde en dansker i sin amatørkarriere.
Papp stillede atter op til OL, da han i 1952 blev udtaget til OL i Helsinki i mellemvægt efter forinden af have vundet det ungarske mesterskab. Papp vandt sin anden OL-medalje, da han i finalen pointbesejrede sydafrikaneren van Schalkwyk.
Ved det efterfølgende EM for amatører i 1953 i Warszawa tabte Papp sin første kamp på point til russeren Boris Tisji i kvartfinalen. Papp stillede ikke op til EM i 1955.
Papp opnåede en lang række sejre i 1956, men led den 9. september et sjældent knockoutnederlag, da den polske europamester for amatører Zbigniew Pietrzykowski stoppede Papp i en international turnering i Warszawa. Nederlaget fandt sted kort før afviklingen af OL i Melbourne, hvor begge boksere stillede op i letmellemvægt. Papp fik revanche for nederlaget til Pietrzykowski i semifinalen, hvilket gav Papp mulighed for at blive den første bokser nogensinde, der vandt tre guldmedaljer ved OL. I finalen mødte Papp amerikaneren José Torres, der blev besejret. José Torres blev siden professionel, og vandt verdensmesterskabet for professionelle i letsværvægt.
Kampen mod Torres blev Papps sidste som amatør. Han opnåede i alt 300 kampe som amatør, hvoraf han vandt de 288. I 55 kampe vandt han på knockout i første omgang.

### Olympiske resultater
1948 London (England)
- Valfrid Resko (Finland) KO 2
- Jean Welter (Luxembourg) KO 1
- Auguste Cavignac (Belgien) KO 1
- Ivano Fontana (Italien) 3-0
- John Wright (England) 3-0

1952 Helsinki (Finland)
- Spider Webb (USA) KO 2
- Charlie Chase (Canada) KO 2
- Petar Stankoff Spassoff (Bulgarien) 3-0
- Eladio Oscar Herrera (Argentina) 3-0
- Theunis Jacobus van Schalkwyk (Sydafrika) 3-0

1956 Melbourne (Australien)
- Alberto Saenz (Argentina) KO 3
- Zbigniew Pietrzykowski (Polen) 3-0
- José Torres (USA) 2-1

## Professionel karriere
Papp havde efter OL-guldet i 1956 haft problemer med hænderne, men havde på trods af sin fremskredne alder et stærkt ønske om at blive professionel. På daværende tidspunkt var der ingen boksere fra Østblokken, der havde fået tilladelse til at bokse professionelt, og det kommunistiske regime i Ungarn var særdeles skeptisk overfor Papps ønske. På trods af de store omvæltninger i Ungarn efter at Sovjetunionens tropper havde knust Opstanden i Ungarn, tillod det ungarske regime imidlertid i 1957, at Papp indgik en professionel kontrakt i Østrig, og László Papp blev derved den første bokser fra Østblokken, der blev professionel. Regimet tillod dog ikke, at Papp boksede i Ungarn, og Papp var derfor nødsaget til at bokse sine kampe i vesten, hvilket betød, at han var afhængig af at modtage udrejsetilladelser. Papp var endvidere nødsaget til at træne i Wien i Østrig, da regimet ikke ønskede at en professionel bokser udnyttede træningsfaciliteterne i Ungarn. I en forholdsvis høj alder som 31-årig debuterede Papp herefter som professionel i en kamp i Köln i Vesttyskland den 18. maj 1957 mod vesttyskeren Alois Brand. Papp besejrede uden problemer tyskeren på point.
På trods af, at Papp måtte bokse sine kampe på udebane, opnåede han hurtigt succes. Allerede i sin sjette professionelle kamp besejrede Papp den franske mester Andre Drille i Paris, og efter en række sejre (blandt andet over amerikaneren Ralph "Tiger" Jones) opnåede Papp status som udfordrer til EM-titlen i mellemvægt. Europamesteren var danskeren "Gentleman" Chris Christensen. Begge boksere var på det tidspunkt 36 år.
EM-kampen mellem Papp og "Gentleman Chris" blev bokset i Wien foran 19.000 tilskuere. Den danske europamester havde erfaring fra 66 professionelle kampe og viste i perioder af kampen sin klasse, men Papp fik sendt "Gentleman Chris" til tælling i 4. omgang af kampen. Papp kom dog selv i problemer i kampens 6. omgang, inden Papp fik slået en dyb flænge i europamesterens øjenbryn, der gjorde det umuligt for Christensen at komme ud til 7. omgang, hvorved Papp vandt europamesterskabet i sin 20. kamp som professionel.
Papp forsvarede med succes sin EM-titel i de følgende kampe mod den ubesejrede franske mester Hippolyte Annex, den engelske mester George Aldridge, den tyske mester Peter Müller og den spanske mester Luis Folledo. Herudover boksede han et par ikke-titelkampe og en kamp mod den rutinerede amerikaner Randy Sandy, der havde mødt en lang række stærke boksere.
Der blev den 2. juli 1964 arrangeret en returkamp mod "Gentleman " Chris Christensen i Forum i København. Begge boksere var på det tidspunkt 38 år. "Gentleman" Chris udboksede i store perioder af kampen Papp, der virkede langt fra fordums styrke, men Papp besad fortsat stor slagkraft, og fik i 4. omgang et kraftigt højresving ind på Christensen, der herefter blev talt ud.
Papp forsvarede atter EM-titlen den 9. oktober 1964 i Wien mod den engelske mester Mick Leahy, og fik herefter muligheden for at opnå en VM-kamp mod verdensmesteren Joey Giardello. Papp gik i træning til VM-kampen, men det ungarske regime meddelte nu, at det anså professionel boksning for at "være uforenelig med socialistiske principper", og regimet nægtede herefter Papp udrejsetilladelse. Uden mulighed for at rejse ud af landet, måtte Papp opgive sin VM-drøm, og han måtte indstille karrieren.
Papp tabte aldrig som professionel og opnåede 29 kampe, hvoraf de 27 blev vundet (15 KO) og 2 endte uafgjort.

## Efter karrieren
Efter karrieren fungere Papp i flere år som træner for Ungarns olympiske boksere.
I 1989 modtog Papp anerkendelse fra bokseforbundet World Boxing Council i form af en pris for 'Bedste amatør og professionelle bokser nogensinde', ligesom WBC tildelte Papp et 'æres-verdensmesterskab'.
Papp blev optaget i International Boxing Hall of Fame i 2001.
Papp nød stor popularitet i Ungarn, og Budapests multiarena Papp László Sportaréna, der bl.a. benyttes til koncerter og Ungarns ishockeylandshold, er opkaldt efter Papp.
László Papp døde i Budapest i 2003.

## Eksterne links
- László Papp på gravsted.dk
- Biografi på boxrec.com
- László Papps opslag i Munzinger Sportsarchiv (tysk)
- László Papps profil på Olympics.com (engelsk)
- László Papps profil på Olympic.org (arkiveret) (engelsk)
- László Papps profil på Sports-Reference OL-resultater (arkiveret) (engelsk)
- László Papps profil på Olympedia (engelsk)
- László Papps profil hos Ungarns Olympiske Komité (ungarsk)
- László Papps profesionelle rekordliste hos BoxRec (engelsk)
- László Papps profesionelle rekordliste hos International Boxing Hall of Fame (engelsk)
- László Papps profil hos Find a Grave (engelsk)
- László Papps profil hos Encyclopædia Britannica Online (engelsk)
- Biografi på (Webside ikke længere tilgængelig) International Boxing Hall of Fame
- Rekordliste som amatør (ungarsk)
- Officiel hjemmeside (ungarsk)

- Wikimedia Commons har flere filer relateret til László Papp